# Peter Brunner (Theologe)
Peter Brunner (* 25. April 1900 in Arheilgen bei Darmstadt; † 24. Mai 1981 in Heidelberg) war ein lutherischer Pfarrer und Theologieprofessor (auch Widerstandskämpfer / Bekennende Kirche).

## Leben
Nach seinen Studien- und Promotionsjahren unter anderem in Marburg, an der Harvard University und an der Pariser Sorbonne wurde Peter Brunner 1927 Privatdozent an der Universität Gießen, wo er ab 1930 auch als Studentenpfarrer wirkte. Kurz nach seiner 1932 erfolgten Berufung zum Professor in Gießen geriet er mit dem neuen nationalsozialistischen Regime in Konflikt und verlor die Professur, 1936 auch die venia legendi.
Ab 1932 war Brunner Pfarrer im oberhessischen Ranstadt. Wegen seines Engagements in der Bekennenden Kirche, zu deren Mitbegründern er gehörte, wurde er 1935 für ein Vierteljahr im KZ Dachau inhaftiert. Anschließend war er nur in „illegalen Ämtern“ tätig, vor allem als Pastor in Elberfeld und als Dozent an der dortigen Bekenntnis-Hochschule. 1945 erhielt er eine Pfarrstelle in Elberfeld und eine Dozentur an der aus der Bekenntnis-Hochschule hervorgegangenen Kirchlichen Hochschule Wuppertal.
Von 1947 bis zu seiner Emeritierung 1968 war Brunner ordentlicher Professor für Systematische Theologie an der Universität Heidelberg. Zu seinen Schülern zählen die Systematiker Friedrich Beißer, Albrecht Peters und Reinhard Slenczka.

## Werk und Denken
Brunner hat in den Kriegs- und Nachkriegsjahrzehnten in vielen Schriften, Aufsätzen und theologischen Gutachten und Gremien die Neuorientierung der evangelischen Kirchen und das Profil des Luthertums mitgeprägt.
Als Hauptwerk kann seine große Abhandlung Zur Lehre vom Gottesdienst der im Namen Jesu versammelten Gemeinde gelten, veröffentlicht 1954 im ersten Band des Sammelwerks Leiturgia (Neudruck Hannover 1993). Mit großer systematischer Kraft, intensivem Bezug auf die Bibel und die kirchliche Tradition, streng lutherischer Bekenntnisausrichtung und zugleich gesamtkirchlicher Weite entwickelt Brunner eine fast ostkirchlich-orthodoxe Sicht vom Gottesdienst als dem Himmel und Erde verbindenden, wechselseitigen Kommunikations- und Hingabegeschehen zwischen Gott und der Gemeinde/Kirche durch Christus im Heiligen Geist.
Dem aufkommenden empirischen, psychologischen und soziologischen Denken in Theologie und Liturgik gegenüber blieb er fremd und ablehnend. Das sowie sein anspruchsvoller Stil machte ihn in der jüngeren Diskussion zum Außenseiter. Die ökumenische Besinnung auf den Gottesdienst, wie sie etwa in der Lima-Liturgie zum Ausdruck kommt, und die hochkirchliche Bewegung, mit der er selbst schon früh in der Person Friedrich Heilers Kontakt bekommen hatte, verdanken ihm jedoch entscheidende Impulse.

## Nachlass
Der private und berufliche Nachlass von Brunner wird im Archiv der Evangelischen Kirche im Rheinland aufbewahrt und ist über ein Findbuch erschlossen.
Der Büchernachlass von Brunner befindet sich im Archiv von Chrischona International, Bettingen bei Basel; seit April 2011 ist dieser Nachlass nach Voranmeldung jedem Forscher zugänglich. Geplant ist die Integration des elektronisch erfassten Bestandes in den Bibliothekskatalog des Theologischen Seminars St. Chrischona.

## Ehrungen
1936 verlieh die Universität Basel Brunner die Ehrendoktorwürde.
In Ranstadt wurde 2010 der Platz vor dem Bahnhof nach Peter Brunner benannt.

## Schriften (Auswahl)
- Vom Glauben bei Calvin, Tübingen 1925.
- Die Alkoholfrage bei Calvin. Ein Beitrag zum Verständnis der Ethik Calvins, Berlin 1930.
- Die Zehn Gebote Gottes: in Predigten ausgelegt, Zürich [1945/46].
- Erbarmen. Der Christ in der Unordnung dieser Welt, Stuttgart 1948.
- Aus der Kraft des Werkes Christi. Zur Lehre von der H. Taufe und vom Hl. Abendmahl (= Kirchlich-Theologische Hefte, IX), 1950.
- Das lutherische Bekenntnis in der Union. Ein grundsätzliches Wort zur Besinnung, zur Warnung und zur Geduld, Gütersloh 1952.
- Zur Lehre vom Gottesdienst der im Namen Jesu versammelten Gemeinde. In: Leiturgia. Handbuch des evangelischen Gottesdienstes. Band 1, Kassel 1954, S. 83–364. Neudruck (mit einer Einleitung von Joachim Stalmann) Hannover 1993.
- Grundlegung des Abendmahlsgesprächs, Kassel 1954.
- Nikolaus von Amsdorf als Bischof von Naumburg. Eine Untersuchung zur Gestalt des evangelischen Bischofamtes in der Reformationszeit, Gütersloh 1961.
- Luther und die Welt des 20. Jahrhunderts, Göttingen 1961.
- Pro Ecclesia. Gesammelte Aufsätze zur dogmatischen Theologie, 2 Bde., Berlin/Hamburg 1962.
- Eins ist not. Elf Predigten aus dem Heidelberger Universitätsgottesdienst, Göttingen 1965.
- Bemühungen um die einigende Wahrheit. Aufsätze, Göttingen 1977.